# Корд-Сара-Кух-е-Бала
Корд-Сара-Кух-е-Бала (перс. كردسراكوه بالا) — село в Ірані, у дегестані Отаквар, у бахші Отаквар, шагрестані Лянґаруд остану Ґілян. За даними перепису 2006 року, його населення становило 48 осіб, що проживали у складі 19 сімей.